# لیودمیلا شوتسووا
لیودمیلا شوتسووا (روسی: Людмила Ивановна Лысенко (-Шевцова, -Гуревич)؛ زادهٔ ۲۶ نوامبر ۱۹۳۴) دونده اهل اتحاد جماهیر شوروی سوسیالیستی است.
وی در مسابقات کشوری و بین‌المللی در مجموع برندهٔ ۱ مدال طلا، ۱ مدال برنز شده‌است.